# Eos (chi chim)
Eos là một chi chim trong họ Psittacidae.

## Hình ảnh

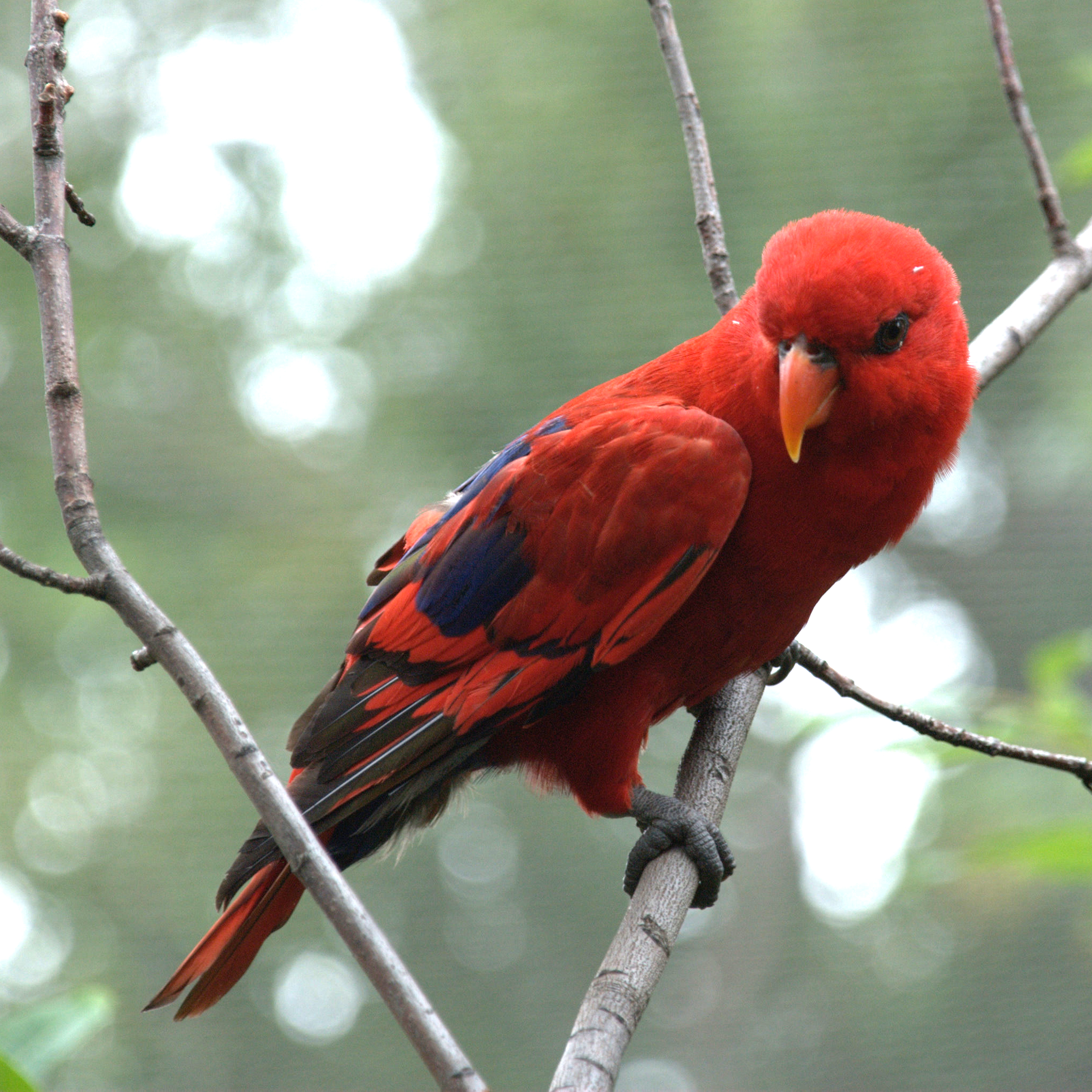
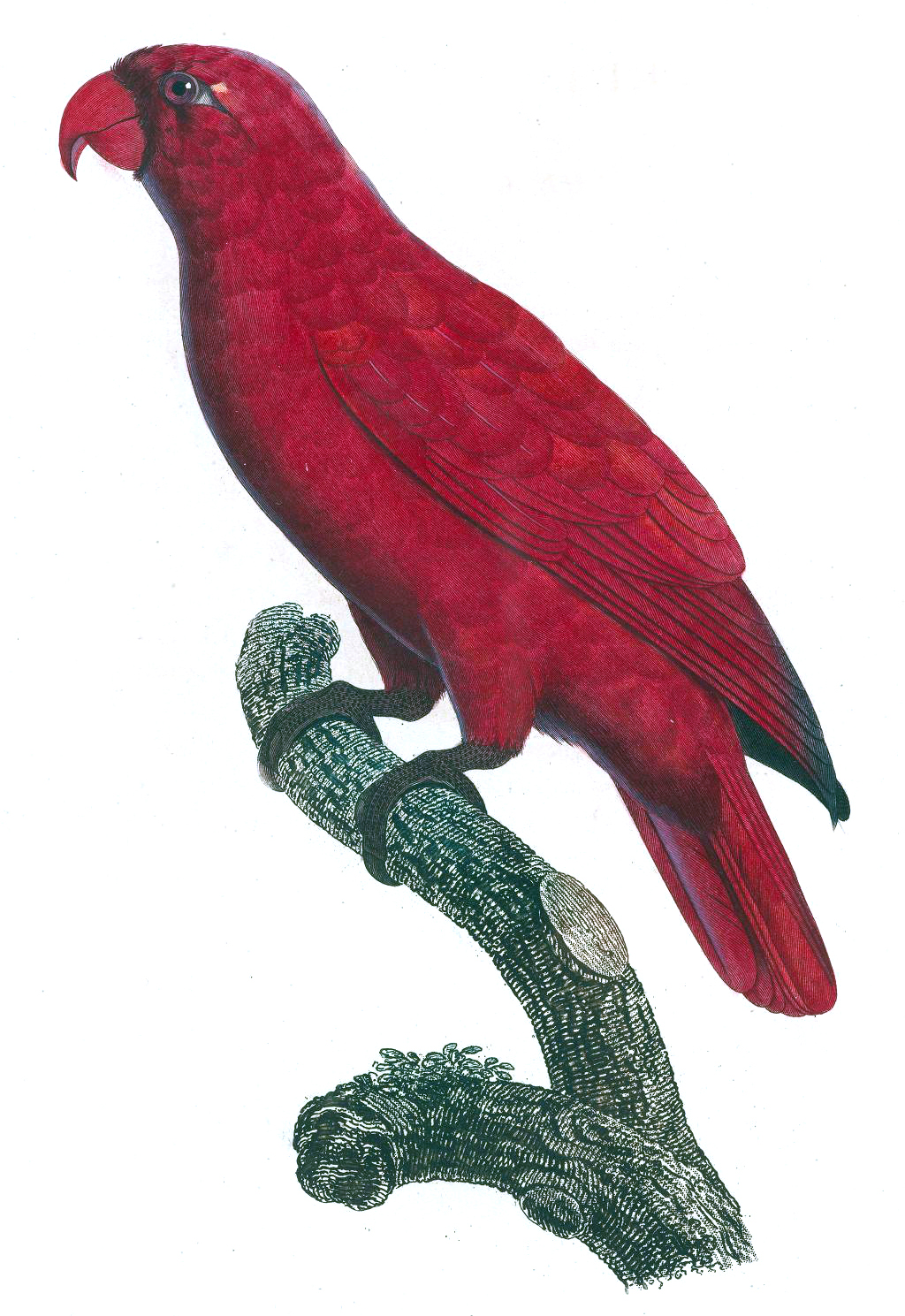
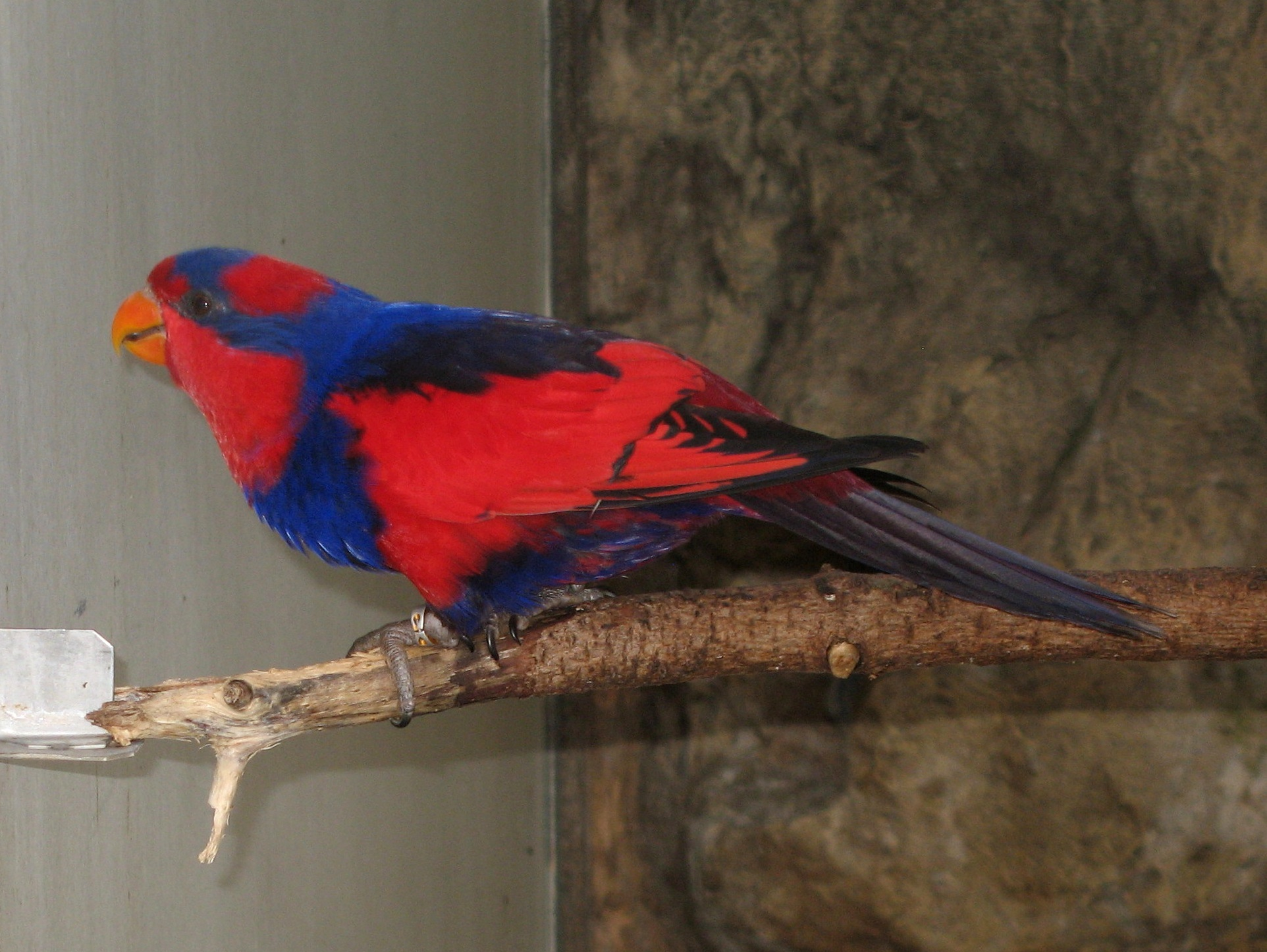
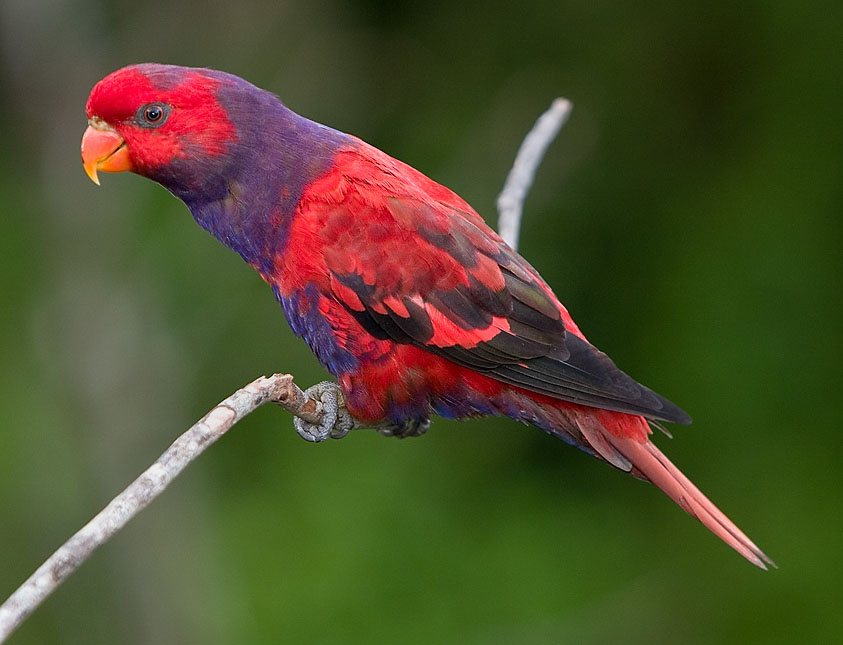
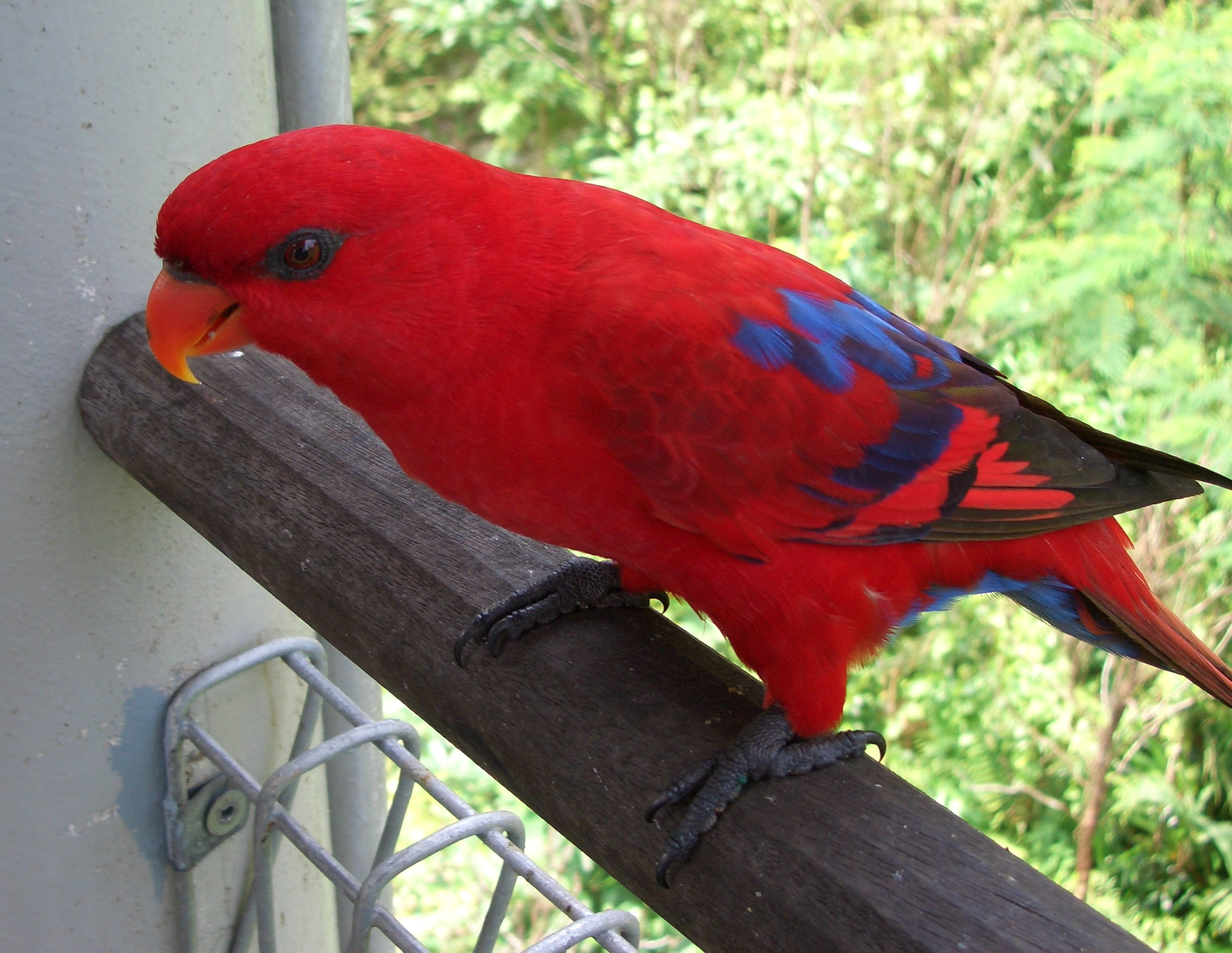
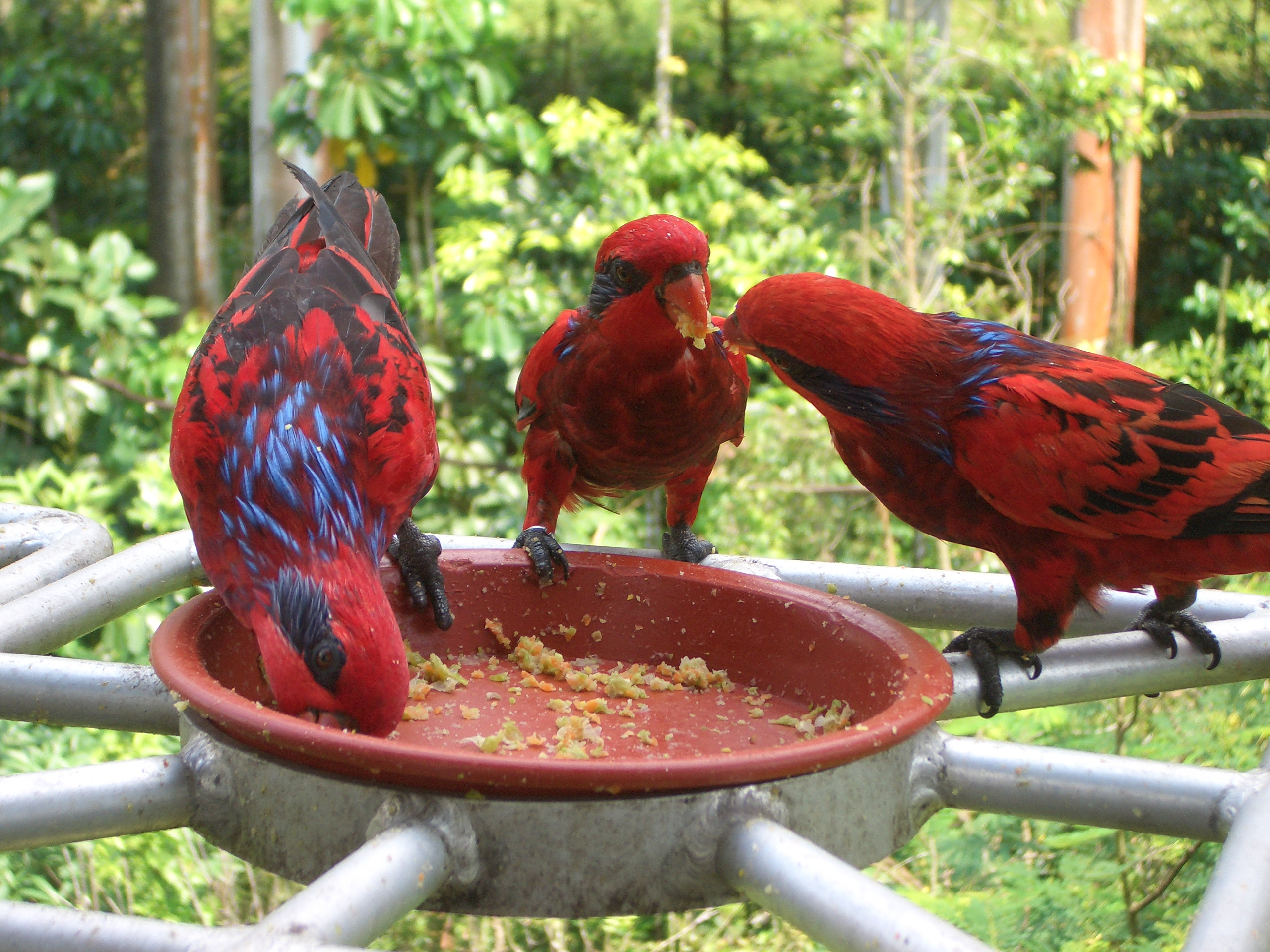
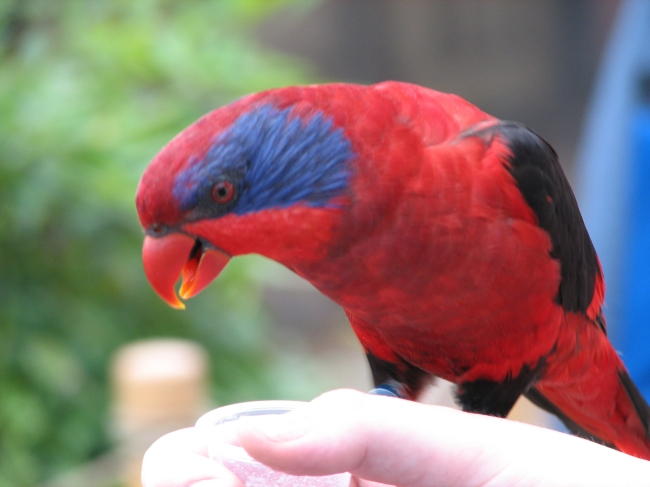